# Bubbha Thomas
Bubbha Thomas (* 1937; † 28. März 2020 in Houston) war ein US-amerikanischer Funk-  und Jazzmusiker (Schlagzeug) und Musikpädagoge, der in der Musikszene von Houston aktiv war.

## Leben und Wirken
Thomas wuchs in einer musikalischen Familie auf. Er besuchte die Booker T. Washington High School und teilte seine Zeit zwischen Musik und Basketball auf. Er hat sich in beiden Bereichen hervorgetan und im Basketball alle staatlichen Auszeichnungen erhalten. Er hatte in Musik Unterricht bei der Houstoner Jazzlegende Conrad „Prof“ Johnson.  Thomas setzte sein Studium am Wiley College fort und war als Soldat im Koreakrieg eingesetzt. In den 1960er-Jahren kehrte er nach Houston zurück, wo er ab 1963 Arbeit als Sessionmusiker für Don Robeys Duke- und Peacock-Labels fand. Mit dem Gitarristen Clarence Hollimon (1937–2000) und dem Bassisten Lawrence Evans bildete er die Studioband für die Sublabels Back Beat und Sure Shot.  mit ihnen wirkte Thomas auf Aufnahmen von O. V. Wright, Buddy Ace und der Mighty Clouds of Joy mit, ferner von Verna Ray Clay („He Loves Me, He Love Me Not“) und Bobby Williams („Play a Sad Song“ und „Try Love“).
1970 veröffentlichte Thomas mit seiner Band The Lightmen das Album Free as You Wanna Be. In Thomas’ Band spielten Ronnie Laws am Saxophon und die Bluesgitarristin Kinny Abair an der Gitarre. Dieses und die weiteren Lightmen-Alben  Energy Control Center, Fancy Pants und Country Fried Chicken wurden 2019 auf dem Plattenlabel Now-Again wiederveröffentlicht. Daneben betätigte sich Thomas als  Musikpädagoge; er gründete und betrieb den Summer Jazz Workshop, den er Anfang der 1970er Jahre mit seinem Mentor Conrad Johnson ins Leben gerufen hatte. Thomas’ Sommerprogramm umfasste Kurse in Musiktheorie, Musikgeschichte und Musikindustrie. Bubbha Thomas betätigte sich zudem als Produzent von musikpädagogischen Schulprogrammen, Songwriter, Musikproduzent und Kolumnist; er schieb das Buch NCAA : National Collegiate Affirmative Action.
Der Pianist Jason Moran, Absolvent der High School für darstellende und bildende Kunst in Houston, erinnerte an Thomas als Pädagogen; dieser hatte an seiner Grundschule ein Jazz- und Poesieprojekt durchgeführt. „Ich erinnere mich, dass ich am Summer Jazz Workshop teilgenommen habe und festgestellt habe, dass es generationsübergreifend war ... (Bubbha Thomas) und Conrad Johnson waren die Ultra-Coolen“. Zu dessen Musik meinte er:
„Bubbha besaß den Funk und die Seele des Jazz und wusste, wie man ihn mit allen teilt.“

## Diskographische Hinweise
- The Lightmen. Free As You Wanna Be  (Judnell, 1970), mit Carl Adams, Joe Singleton, Ronnie Laws,  Doug Harris, Ed Rose, Mike O’Connor, William Jefferies, Kenny Abair
- The Lightmen Plus One: Fancy Pants (Judnell, 1971), mit
- The Lightmen Plus One: Energy Control Center (Lightin' Records, 1972)
- Bubbha Thomas & The Lightmen: Country Fried Chicken (Lightin' Records, 1975)
- Bubbha Thomas: Love Ain't Enough (Lightin' Records, 2004)